# Comuna de Giżycko
Giżycko (em polonês/polaco: Gmina Giżycko) é uma gminy (comuna) na Polónia, na voivodia de Vármia-Masúria e no condado de Giżycki. A sede do condado é a cidade de Giżycko.
De acordo com os censos de 2004, a comuna tem 7642 habitantes, com uma densidade 26,4 hab/km².

## Área
Estende-se por uma área de 289,76 km², incluindo:
- área agrícola: 49%
- área florestal: 15%

## Demografia
Dados de 30 de Junho 2004:
|                      | Total   | Total | Mulheres | Mulheres | Homens  | Homens |
| -------------------- | ------- | ----- | -------- | -------- | ------- | ------ |
|                      | pessoas | %     | pessoas  | %        | pessoas | %      |
| População            | 7642    | 100   | 3799     | 49,7     | 3843    | 50,3   |
| Densidade (pop./km²) | 26,4    | 100   | 13,1     | 13,1     | 13,3    | 13,3   |

De acordo com dados de 2005, o rendimento médio per capita ascendia a 2151,41 zł.

## Subdivisões
- Antonowo, Bogacko, Bogaczewo, Bystry, Doba, Gajewo, Grajwo, Guty, Kąp, Kamionki, Kożuchy Wielkie, Kruklin, Pieczonki, Pierkunowo, Sołdany, Spytkowo, Sterławki Małe, Sulimy, Szczybały Giżyckie, Świdry, Upałty, Upałty Małe, Wilkasy, Wilkaski, Wronka, Wrony.

## Comunas vizinhas
- Giżycko, Kętrzyn, Kruklanki, Miłki, Pozezdrze, Ryn, Węgorzewo, Wydminy